# Episodi di Starsky & Hutch (prima stagione)
Questa voce contiene trame, dettagli e crediti dei registi e degli sceneggiatori della prima stagione della serie televisiva Starsky & Hutch, interpretata da Paul Michael Glaser (David Starsky) e David Soul (Ken "Hutch" Hutchinson). 
Negli Stati Uniti, l'episodio pilota fu trasmesso per la prima volta il 30 aprile 1975. Gli altri episodi furono trasmessi dal 10 settembre 1975 al 21 aprile 1976. In Italia, questo ciclo andò in onda per la prima volta su Rai 2 nella stagione televisiva 1978-1979. Non essendo stato trasmesso completamente, un episodio fu recuperato nel secondo ciclo di trasmissioni della serie nel 1981 (l'episodio 13), mentre altri due furono trasmessi nel 1983 (gli episodi 21 e 23). In più, nel primo passaggio televisivo italiano, non fu seguito l'ordine cronologico originale.
La stagione vide la partecipazione di varie guest star, come Suzanne Somers (episodio 2), Robert Loggia (6), John Ritter (16), Richard Kiel (19) e Lola Albright (23). La regia fu affidata, tra gli altri, a Michael Mann (episodi 3 e 11), Randal Kleiser (13) e all'attore Fernando Lamas (15). Il successo della prima stagione sta nel fatto che rispetto ai precedenti personaggi maschili, Starsky e Hutch erano aperti a gesti di affetto l'uno con l'altro, e i fan furono attratti proprio da questo aspetto, oltre alle qualità delle scritture e alle impressionanti scene di azione. Questa stagione vinse il People's Choice Award come nuovo programma preferito dal pubblico. 
| nº | Titolo originale            | Titolo italiano             | Prima TV USA      | Prima TV Italia |
| -- | --------------------------- | --------------------------- | ----------------- | --------------- |
| 0  | Pilot                       |                             | 30 aprile 1975    | Non trasmesso   |
| 1  | Savage Sunday               | Domenica violenta           | 10 settembre 1975 | 22 marzo 1979   |
| 2  | Texas Longhorn              | Braccia tatuate             | 17 settembre 1975 | 29 marzo 1979   |
| 3  | Death Ride                  | Viaggio mortale             | 25 settembre 1975 | 5 aprile 1979   |
| 4  | Snow Storm                  | Neve d'agosto               | 1 ottobre 1975    | 15 marzo 1979   |
| 5  | The Fix                     | Il dilemma                  | 8 ottobre 1975    |                 |
| 6  | Death Notice                | Preavviso di morte          | 15 ottobre 1975   | 12 aprile 1979  |
| 7  | Pariah                      | Sotto inchiesta             | 22 ottobre 1975   | 17 maggio 1979  |
| 8  | Kill Huggy Bear             | Uccidete Huggy Bear         | 29 ottobre 1975   | 3 maggio 1979   |
| 9  | The Bait                    | L'esca                      | 5 novembre 1975   |                 |
| 10 | Lady Blue                   | Assassinio di un amore      | 12 novembre 1975  | 26 aprile 1979  |
| 11 | Captain Dobey...You're Dead | Capitano Dobey... sei morto | 19 novembre 1975  | 10 maggio 1979  |
| 12 | Terror on the Docks         | Terrore nel porto           | 26 novembre 1975  | 26 marzo 1981   |
| 13 | The Deadly Imposter         | L'impostore                 | 10 dicembre 1975  | 6 maggio 1979   |
| 14 | Shootout                    | Regolamento di conti        | 17 dicembre 1975  | 24 maggio 1979  |
| 15 | The Hostages                | Gli ostaggi                 | 7 gennaio 1976    | 7 giugno 1979   |
| 16 | Losing Streak               | Botta di sfortuna           | 14 gennaio 1976   | 14 giugno 1979  |
| 17 | Silence                     | Silenzio                    | 21 gennaio 1976   | 21 giugno 1979  |
| 18 | The Omaha Tiger             | La tigre di Omaha           | 28 gennaio 1976   | 28 giugno 1979  |
| 19 | Jo-Jo                       | Il coraggio di Linda        | 18 febbraio 1976  | 5 luglio 1979   |
| 20 | Running                     | Di corsa                    | 25 febbraio 1976  | 15 marzo 1983   |
| 21 | A Coffin for Starsky        | Una bara per Starsky        | 3 marzo 1976      | 31 maggio 1979  |
| 22 | Bounty Hunter               | Il cacciatore di taglie     | 21 aprile 1976    | 11 aprile 1983  |